# Pseudonympha southeyi
Pseudonympha southeyi är en fjärilsart som beskrevs av Terence Dale Pennington 1953. Pseudonympha southeyi ingår i släktet Pseudonympha och familjen praktfjärilar. Inga underarter finns listade.